# Alonso de Sotomayor y Valmediano
Alonso de Sotomayor y Valmediano (Trujillo, Cáceres, 1545-1610), fue un conquistador español de origen extremeño, gobernador del Reino de Chile.

## Biografía
Fue hijo de Gutierre de Sotomayor e Hinojosa, pariente de Francisco Pizarro, y de su esposa Beatriz de Valmediano. Con 15 años se enroló por primera vez en el ejército, sirviendo en Italia hasta 1567, para luego pasar a Flandes.
En 1580 volvió a Madrid en desempeño de una comisión de servicio. Felipe II, al ver la eficiencia de este soldado, le otorgó la gracia del hábito de caballero de la orden de Santiago, y le mandó en la campaña sobre Portugal. En esos momentos le llegaron las noticias de Chile, de cómo continuaba la Guerra de Arauco y la necesidad de auxilios, para resolver de una buena vez el asunto, el rey decidió enviar como gobernador de Chile a Sotomayor con un numeroso grupo de soldados.

### Gobernador de Chile

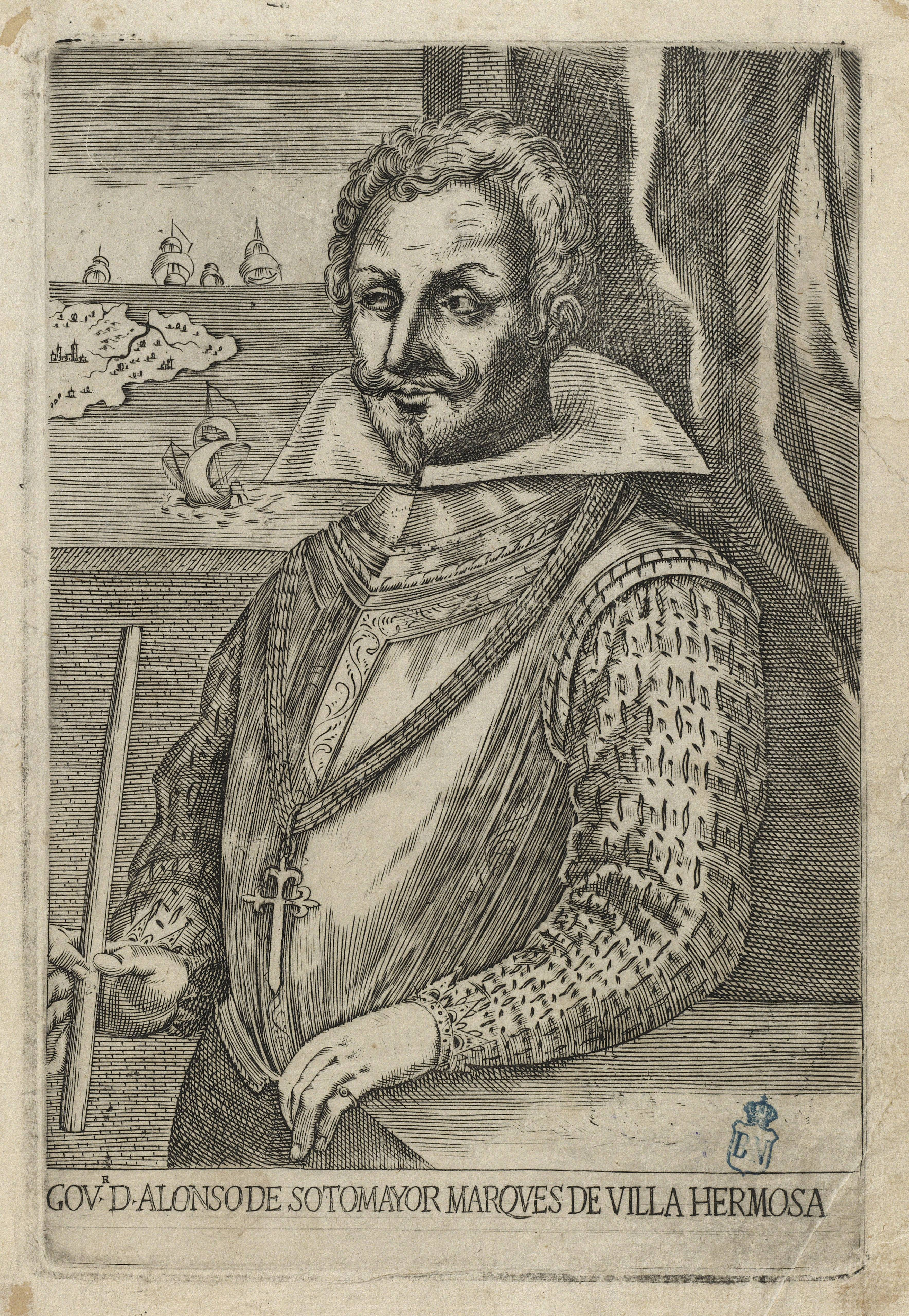
Alonso de Sotomayor.

Llegó a Chile el 19 de septiembre de 1583, contando además con el cargo de juez de residencia por lo que tuvo que hacerse cargo de las innumerables acusaciones al gobernador cesante, Martín Ruiz de Gamboa, que se había vuelto muy impopular por su tasa indígena que prohibía el trabajo personal de los indios.
Sotomayor lo tuvo que detener en las casas del cabildo de Santiago, de donde se le dejó salir con fianza de carcelería, pero luego le liberó totalmente con su absolución
Con estos antecedentes, su primera decisión fue el restablecimiento del sistema de servicio personal de los indios, derogando la Tasa de Gamboa y reimplantando la Tasa de Santillán, aunque humanizándolo para evitar los excesos que eran víctima los indios de sus encomenderos.

### La Guerra de Arauco
Quería desarrollar la conquista de Chile con el estilo de Pedro de Valdivia, es decir, construyendo fuertes que se protegieran entre sí y a las ciudades, idea que no logró realizar, pues necesitaba para ello un ejército profesional, petición no satisfecha por las autoridades hispanas por la escasez de recursos con que contaba la Corona. 
Realizó por entonces varias campañas contra los mapuches. Logró capturar al mestizo Alonso Díaz, que dirigía desde hacía algunos años. Envió a su hermano Luis a realizar una campaña en las inmediaciones de Valdivia, y logró rechazar a los mapuches en un ataque sorpresa que les realizaron en Angol (16 de enero de 1585) 

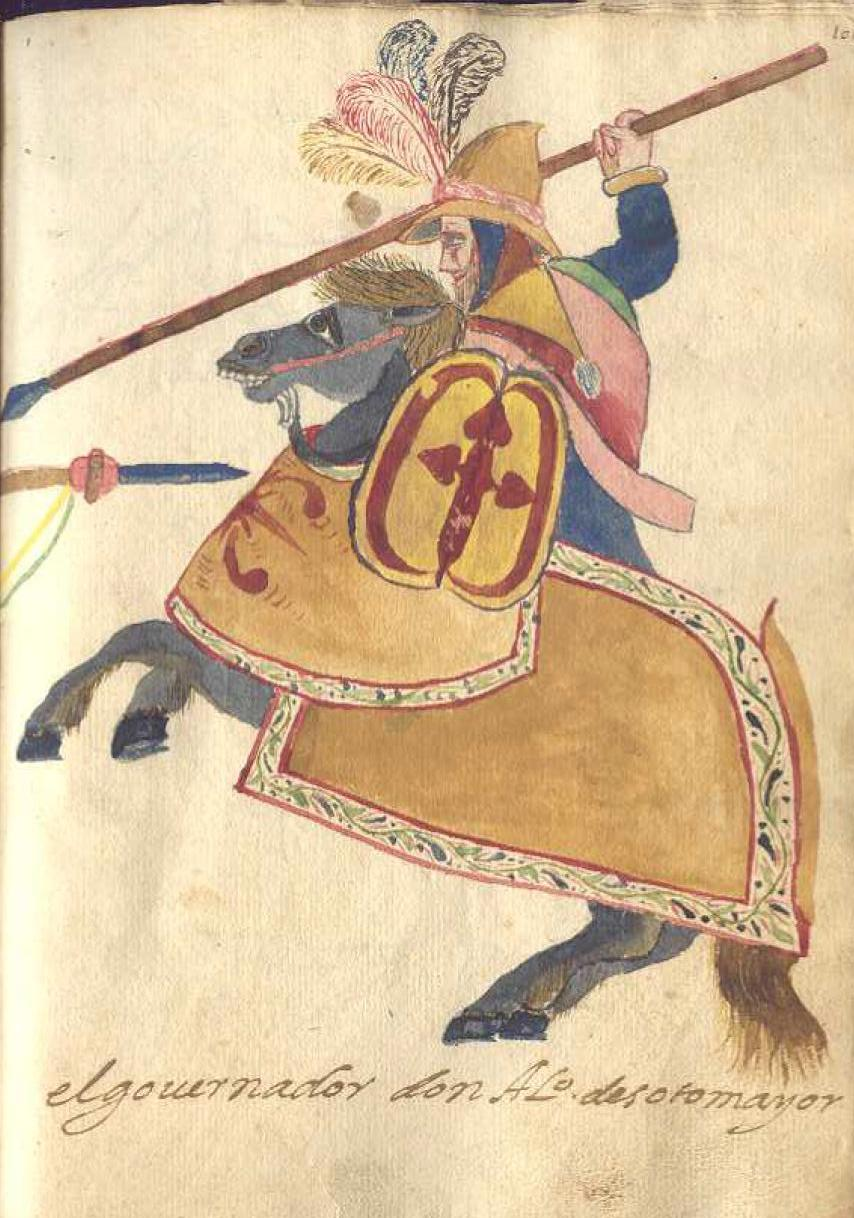
Alonso de Sotomayor. (Dibujo de Ocaña, 1608).

En ese año Sotomayor comenzó a poner en ejecución su plan con los escasos hombres que tenía. Mandó a construir, en el lugar denominado Millapoa, un fuerte en cada una de las riberas del Bio Bio, con el objeto de cortar las comunicaciones entre mapuches e indios del norte, y levantó otro en Purén, donde colocó también un pequeño destacamento. Sotomayor esperaba establecer en breve un pueblo en cada uno de esos lugares, persuadido de que este era el medio más eficaz de reducir esas tribus y de que los refuerzos que le llegarían serían suficientes para la conquista definitiva de Chile.
Mas todas estas acciones no debilitaban realmente a los mapuches, pues la captura de Díaz nada cambió y los fuertes no produjeron el efecto deseado. En cambio los araucanos se mostraban cada día más diestros en el manejo de las armas y los caballos españoles, siendo su único límite el arcabuz, pues aún no sabían manejarlo y la falta de pólvora se lo hubiera impedido de todos modos.

### Problemas en el gobierno
Entre los problemas que debió enfrentar durante su gobierno, se destacan los ataques de corsarios ingleses, entre ellos Thomas Cavendish, quien fondeó el 9 de abril de 1587 en Quintero, pero fue derrotado por las fuerzas al mando de Sotomayor, perdiendo 10 de sus hombres. Tuvo también que enfrentar dos sublevaciones de los soldados del sur, quienes deseaban ser pagados con sueldo y no con encomiendas.
Alarmado por esta situación y por los pocos refuerzos enviados desde España, se dirigió el 30 de julio de 1592 al Perú, con esperanzas de obtener hombres que le permitiesen realizar una campaña eficaz contra los araucanos. Dejó en el mando al licenciado Pedro de Viscarra, letrado anciano y circunspecto, que cerca de dos años antes había llegado de España con el título de teniente de gobernador y justicia mayor del reino de Chile.

### Gobernador de Panamá y regreso a España
Desembarcó en el Callao en agosto de ese año, donde se enteró de que el rey había designado a un nuevo gobernador para Chile, Martín García Óñez de Loyola.
Regresó a Chile para dar cuenta de sus actos en el juicio de residencia, del cual salió triunfante, dirigiéndose de nuevo a España, pero en Lima el virrey del Perú le pidió que se hiciese cargo del gobierno de la provincia de Panamá, amenazada entonces por una flota inglesa enviada por la reina Isabel durante la Guerra anglo-española con el objetivo de establecer una colonia permanente en la región centroamericana. Sotomayor organizó de forma brillante las defensas españolas, y contando con un reducido número de hombres asestó una derrota definitiva a Francis Drake, quien falleció poco después. 
De regreso en España fue nuevamente nombrado gobernador de Chile el año 1604, pero el amargo recuerdo de su estadía en el país le llevó a rehusar el cargo.
Accedió al Consejo de Indias y en 1609 fue encargado de dirigir la expulsión de los moriscos del reino de Granada.
| Precedido por: Martín Ruiz de Gamboa 1580-1583 | Gobernador del Reino de Chile 1583-1592 | Sucedido por: Pedro de Viscarra de la Barrera 1592 |